# Mantitheus pekinensis
Mantitheus pekinensis är en skalbaggsart som beskrevs av Leon Fairmaire 1889. Mantitheus pekinensis ingår i släktet Mantitheus och familjen långhorningar. Inga underarter finns listade i Catalogue of Life.